# Polistes huisunensis
Polistes huisunensis är en getingart som beskrevs av John Kuo 1987. Polistes huisunensis ingår i släktet pappersgetingar, och familjen getingar. Inga underarter finns listade i Catalogue of Life.